# Sedita
Sedita je obchodní značka, pod kterou jsou prodávány potravinářské výrobky závodu Pečivárne Sereď nacházejícího se ve slovenském městě Sereď v Trnavském kraji. Závod se zabývá výrobou slazeného trvanlivého pečiva, jako jsou např. piškoty, perníky nebo oplatky Horalky.

## Historie
Slovenské pečivárne v Seredi, n.p. vznikly v roce 1953 sloučením několika menších lokálních pekařských provozoven a řemeslných dílen (např. WECO v Kremnici, Hana v Ružomberku, Maškrta v Piešťanech, Tatranka v Liptovském Hrádku aj.). Za účelem uspokojení poptávky po trvanlivém pečivu a zakoncentrování výroby na úkor neefektivních provozů v Kremnici, Ružomberku, Pieštianech aj., byla v roce 1962 zahájena výstavba nového závodu v Seredi. Po jeho uvedení do plného provozu v roce 1966 se výroba soustředila už jen do tří lokalit. Ve dvou sereďských závodech (starý a nový) se vyráběly oplatky, závod v Liptovském Hrádku se specializoval na výrobu sušenek a závod v Holíči se věnoval výrobě trubiček a perníků. V letech 1963 až 1968 byla výrobní základna součástí oborového podniku Průmysl trvanlivého pečiva v Praze. Roční produkce se v tomto období pohybovala na úrovni 17 000 tun v přibližně 70 druzích trvanlivého pečiva. Počátkem roku 1969 se podnik osamostatnil jako Pečivárne Sereď s ředitelstvím v Bratislavě, což mělo umožnit lepší řízení podniku a rychlejší zavádění nových technologií, a tím i růst výroby. Největší část produkce směřovala na československý trh, část byla exportována do sousedních socialistických států (předně NDR a Maďarsko), v 80. letech bylo více než 100 tun měsíčně dodáváno do nesocialistických států (zejména Saúdské Arábie a Kuvajtu).
V roce 1992 Pečivárne Sereď v rámci privatizace získali Štefan Kassay a Pavol Jakubec a spolu se závodem Figaro Trnava (privatizace 1993) je začlenili do majetku společnosti I.D.C. Holding, a.s., z které se stal nejvýznamnější producent cukrovinek a trvanlivého pečiva na Slovensku. V roce 2000 nastal redesign loga s postupným nahrazováním značky Pečivárne Sereď za SEDITA. V roce 2005 bylo rozhodnuto o uzavření odštěpného závodu Pečivárne Holíč a přesunutí výroby do odštěpného závodu v Seredi. V roce 2010 dosáhl objem výroby podniku pětinásobku oproti roku 1953, kdy činil cca 4000 tun.

## Produkty
Značka Sedita zastřešuje cca 40 druhů výrobků v 5 produktových kategoriích: oplatky, sušenky, perníky, piškoty, dia.
Chronolgický vývoj uvádění na trh:
- 1959 výroba / 1965 tradiční receptura a název – Horalky – oplatky s arašídovou náplní a obvodem máčeným v čokoládě
- 1960 – Romanca – dvě oválné sušenky slepené kakaovou náplní
- 1961 – Kávenky – dva oplatkové řezy plněné kávovou náplní
- 1963 – Kakaové řezy – nemáčené oplatky s kakaovou krémovou náplní
- 1968
  - Princezky – sendvičové sušenky s kávou a krémovou náplní
  - Club – nemáčené sušenky
- 1969 – Mila – polomáčená oplatka s mléčnou krémovou náplní
- 1984 – Věnečky – nemáčené sušenky, kvůli technickým problémům s tvarem řádná výroba až od roku 1987 (v závodě v Liptovském Hrádku)
- 1988 – Lina – celomáčené oplatky s krémovou náplní
- 2015 – značka Rodinné

Horalky
Mila